# František Hirsche
František Hirsche (data de nascimento e morte desconhecidos) foi um ciclista olímpico boêmio. Representou sua nação na prova de velocidade nos Jogos Olímpicos de Verão de 1900, em Paris.